# Пшисови
Пшисови (пол. Przysowy) — село в Польщі, у гміні Хожеле Пшасниського повіту Мазовецького воєводства.
Населення — 145 осіб (2011).
У 1975-1998 роках село належало до Остроленцького воєводства.

## Демографія
Демографічна структура станом на 31 березня 2011 року:
|          | Загалом | Допрацездатний вік | Працездатний вік | Постпрацездатний вік |
| -------- | ------- | ------------------ | ---------------- | -------------------- |
| Чоловіки | 74      | 16                 | 45               | 13                   |
| Жінки    | 71      | 16                 | 37               | 18                   |
| Разом    | 145     | 32                 | 82               | 31                   |